# Abijah Bigelow

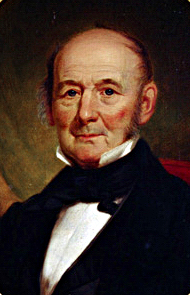
Abijah Bigelow

Abijah Bigelow (* 5. Dezember 1775 in Westminster, Worcester County, Province of Massachusetts Bay; † 5. April 1860 in Worcester, Massachusetts) war ein US-amerikanischer Politiker. Zwischen 1810 und 1815 vertrat er den Bundesstaat Massachusetts im US-Repräsentantenhaus.

## Werdegang
Abijah Bigelow besuchte die Leicester Academy und eine Schule in New Ipswich (New Hampshire). Danach studierte er bis 1795 am Dartmouth College in Hanover. Nach einem Jurastudium und seiner 1798 erfolgten Zulassung als Rechtsanwalt begann er in Leominster in diesem Beruf zu arbeiten. Zwischen 1803 und 1809 war er als Town Clerk bei der Stadt Leominster angestellt. Politisch wurde er Mitglied der Ende der 1790er Jahre von Alexander Hamilton gegründeten Föderalistischen Partei. In den Jahren 1807 bis 1809 saß er als Abgeordneter im Repräsentantenhaus von Massachusetts. Von 1809 bis zu seinem Tod war er auch als Friedensrichter tätig.
Nach dem Rücktritt des Abgeordneten William Stedman wurde Bigelow bei der fälligen Nachwahl für den elften Sitz von Massachusetts als dessen Nachfolger in das US-Repräsentantenhaus in Washington, D.C. gewählt, wo er am 8. Oktober 1810 sein neues Mandat antrat. Nach zwei Wiederwahlen konnte er bis zum 3. März 1815 im Kongress verbleiben. Diese waren von den Ereignissen des Britisch-Amerikanischen Krieges geprägt.
Im Jahr 1817 zog Bigelow nach Worcester. Zwischen 1817 und 1833 war er Verwaltungsangestellter beim dortigen Bezirksgericht. Außerdem praktizierte er wieder als Anwalt. In den Jahren 1819 und 1820 war er Kurator der Leicester Academy und von 1820 bis 1853 war er deren Schatzmeister. Abijah Bigelow starb am 5. April 1860 in Worcester, wo er auch beigesetzt wurde.